# Lijst van voetbalinterlands Maleisië - Salomonseilanden
Deze lijst van voetbalinterlands is een overzicht van alle officiële voetbalwedstrijden tussen de nationale teams van Maleisië en de Salomonseilanden. De landen hebben tot op heden een keer tegen elkaar gespeeld. Dat was een vriendschappelijke wedstrijd op 14 juni 2023 in Kuala Terengganu.

## Wedstrijden
| № | Plaats           | Datum        | Competitie        | Wedstrijd                   | Uitslag |
| - | ---------------- | ------------ | ----------------- | --------------------------- | ------- |
| 1 | Kuala Terengganu | 14 juni 2023 | Vriendschappelijk | Maleisië − Salomonseilanden | 4 − 1   |

## Samenvatting
| Competitie        | Totaal gespeeld | Winst Maleisië | Gelijk | Winst Salomonseil. | Doelsaldo Maleisië – Salomonseil. |
| ----------------- | --------------- | -------------- | ------ | ------------------ | --------------------------------- |
| Vriendschappelijk | 1               | 1              | 0      | 0                  | 4 − 1                             |
| Totaal            | 1               | 1              | 0      | 0                  | 4 − 1                             |

FAM · 
A-internationals · 
Maleisisch vrouwenelftal
Afghanistan ·
Algerije ·
Australië ·
Bahrein ·
Bangladesh ·
Bhutan ·
Bosnië en Herzegovina ·
Brazilië ·
Brunei ·
Cambodja ·
Canada ·
China ·
Engeland ·
Fiji ·
Filipijnen ·
Finland ·
Ghana ·
Hongkong ·
India ·
Indonesië ·
Irak ·
Iran ·
Israël ·
Jamaica ·
Japan ·
Jemen ·
Jordanië ·
Kenia ·
Kirgizië ·
Koeweit ·
Laos ·
Lesotho ·
Libanon ·
Liberia ·
Libië ·
Liechtenstein ·
Macau ·
Malediven ·
Marokko ·
Mongolië ·
Myanmar ·
Nepal ·
Nieuw-Zeeland ·
Noord-Korea ·
Oezbekistan ·
Oman ·
Oost-Timor ·
Pakistan ·
Palestina ·
Papoea-Nieuw-Guinea ·
Qatar ·
Saoedi-Arabië ·
Salomonseilanden ·
Senegal ·
Singapore ·
Sri Lanka ·
Syrië ·
Tadzjikistan ·
Taiwan ·
Thailand ·
Turkije ·
Turkmenistan ·
Uruguay ·
Verenigde Arabische Emiraten ·
Vietnam ·
Zuid-Korea ·
Zuid-Vietnam ·
Zweden
SIFF · 
Salomonseilands vrouwenelftal
Interlands
Tegenstander:
Amerikaans-Samoa ·
Australië ·
Cookeilanden ·
Fiji ·
Guam ·
Hongkong ·
Macau ·
Maleisië ·
Nieuw-Caledonië ·
Nieuw-Zeeland ·
Papoea-Nieuw-Guinea ·
Samoa ·
Singapore ·
Taiwan ·
Tahiti ·
Tonga ·
Vanuatu